# 1919
1919 (MCMXIX) byl rok, který dle gregoriánského kalendáře započal středou.

## Události

### Československo
- 21. ledna – Československo vyzvalo Polsko ke stažení polského vojska a orgánů z Těšínska. Polsko výzvu ignorovalo.
- 23. ledna – v 13:00 hodin zahájila československá vojska postup ve směrech na Bohumín a Karvinou.
- 28. ledna – Byla založena brněnská Masarykova univerzita.
- 30. ledna – započal československý postup a polská vojska ustoupila ke Skočovu, kde se zastavil postup i ústup.
- 1. února – Byly reorganizovány Československé legie v Rusku.
- 6. února – Založen Československý červený kříž.
- 25. února – Na tajné schůzi Národního shromáždění byla uzákoněna koruna československá jako měna Československé republiky.
- 4. března – Německé nacionalistické demonstrace v četných městech ČSR (Teplice, Kadaň, Nový Jičín aj.) Při střetech s četnictvem a vojskem bylo zabito celkem 53 osob.
- 11. března – Ústavním zákonem byla změněna prozatímní ústava; počet poslanců Revolučního národního shromáždění byl zvýšen o 14 na 270.
- 8. dubna – Zřízení Husovy československé evangelické fakulty bohoslovecké.
- 16. dubna
  - Revoluční národní shromáždění schválilo zákon o pozemkové reformě. Záboru podléhal majetek orné půdy nad 150 ha nebo veškeré půdy nad 250 ha.
  - Další rozšíření Brna o 23 okolních obcí, čímž vzniklo tzv. Velké Brno.
- Jaro – Návrat legií z Francie.
- 23. dubna – K Olomouci bylo zákonem připojeno 13 sousedních obcí, vznikla Velká Olomouc.
- 23. května – Přijata druhá změna prozatímní ústavy; prezidentovi republiky byly významně rozšířeny pravomoci.
- 6. června – Na Podkarpatské Rusi vyhlášena vojenská diktatura (až do 9. ledna 1922).
- 8. července – Prezident republiky Tomáš Garrigue Masaryk jmenoval první vládu Vlastimila Tusara (tzv. vláda rudozelené koalice).
- srpen – Na Podkarpatské Rusi začíná fungovat (pod ochranou armády) tzv. civilní správa Podkarpatské Rusi.
- 10. září – Na základě Malé smlouvy ze Saint Germain mezi Dohodou a Československem se Podkarpatská Rus stává součástí Československa.
- 17. října – V Madridu byla za přítomnosti španělského krále Alfonse XIII. slavnostně otevřena první linka tamějšího metra.
- Podzim – Založena Zoologická zahrada Liberec – nejstarší zoo v Česku.
- 21. prosince – Založen Svaz dobrovolného hasičstva, zastřešující organizace dobrovolných hasičských spolků.
- Založen Svaz junáků – skautů RČS.
- Libušín povýšen na město.
- Založena Československá strana lidová.
- Založení fotbalového klubu SK Sigma Olomouc.
- Založení fotbalového klubu SK Zlín.
- Založení fotbalového klubu SK Slavoj Vítkovice.

### Svět
- 1. ledna – Vilnius obsazen polskými jednotkami.
- 5. ledna – Do Minsku vstoupila Rudá armáda a běloruská vláda odešla do exilu; konec nezávislosti Běloruska.
- 15. ledna – Bostonská melasová tragédie: ulicemi Bostonu se prohnala vlna melasy z prasklého zásobníku, 21 lidí zahynulo a dalších 150 bylo zraněno.
- 18. ledna – Byla zahájena Pařížská mírová konference ve Versailles.
- 21. ledna – Irsko vyhlásilo nezávislost.
- 13. února – Klaipėda pod správou států Dohody.
- únor – Polským útokem začala Rusko-polská válka (skončila roku 1921).
- 11. dubna – Založena Mezinárodní organizace práce.
- 28. června – Podepsána Versailleská mírová smlouva.
- 2. července – První úspěšný přelet Atlantiku; vzducholoď R 34.
- 14. července – Vilnius obsazen ruskými jednotkami.
- 19. srpna – Afghánistán se stal nezávislým.
- 10. září – Smlouva ze Saint-Germain-en-Laye, spojenci podepsali mír s Rakouskem.
- 27. listopadu – Smlouva z Neuilly-sur-Seine, spojenci podepsali mír s Bulharskem.
- Vilnius prohlášen hlavním městem Sovětské socialistické republiky Litvy a Běloruska.
- Klaipėda pod správou států Dohody.
- Moresnet součástí Belgie.
- Benito Mussolini založil organizaci Fasci d'Italiani di Combattimento.
- Vzniklo Sársko.
- Konec pandemie tzv. španělské chřipky.
- Conrad Hilton založil Hilton Hotels Corporation.
- První non-stop transatlantický přelet motorovým letadlem. John W. Alcock a Arthur Whitten Brown překonali Atlantský oceán na trase z New Foundlandu do Irska v čase 15 hodin 57 minut.

## Vědy a umění
- 25. dubna – Založen Bauhaus, škola pro výtvarné umění, architekturu a umělecké řemeslo.
- 26. října – V Londýnské Queen’s Hall má premiéru poslední dílo Edwarda Elgara Violoncellový koncert e moll, Op. 85
- 18. listopadu – Tor Bergeron objevil okluzní proces.
- Vyroben první prototyp Kaplanovy turbíny.
- Frederik Bull sestrojil jeden z prvních děrnoštítkových strojů.
- Holandská amatérská stanice PCGG vysílá první rozhlasové pořady.
- M. Bonč-Brujevič konstruuje elektronky chlazené vodou pro vysílače s velkými výkony.

## Nobelova cena
- Nobelova cena za fyziku – Johannes Stark
- Nobelova cena za fyziologii a lékařství – Jules Bordet
- Nobelova cena za chemii – nebyla v tomto roce udělena
- Nobelova cena za literaturu – Carl Spitteler
- Nobelova cena za mír – Woodrow Wilson

## Narození

### Česko

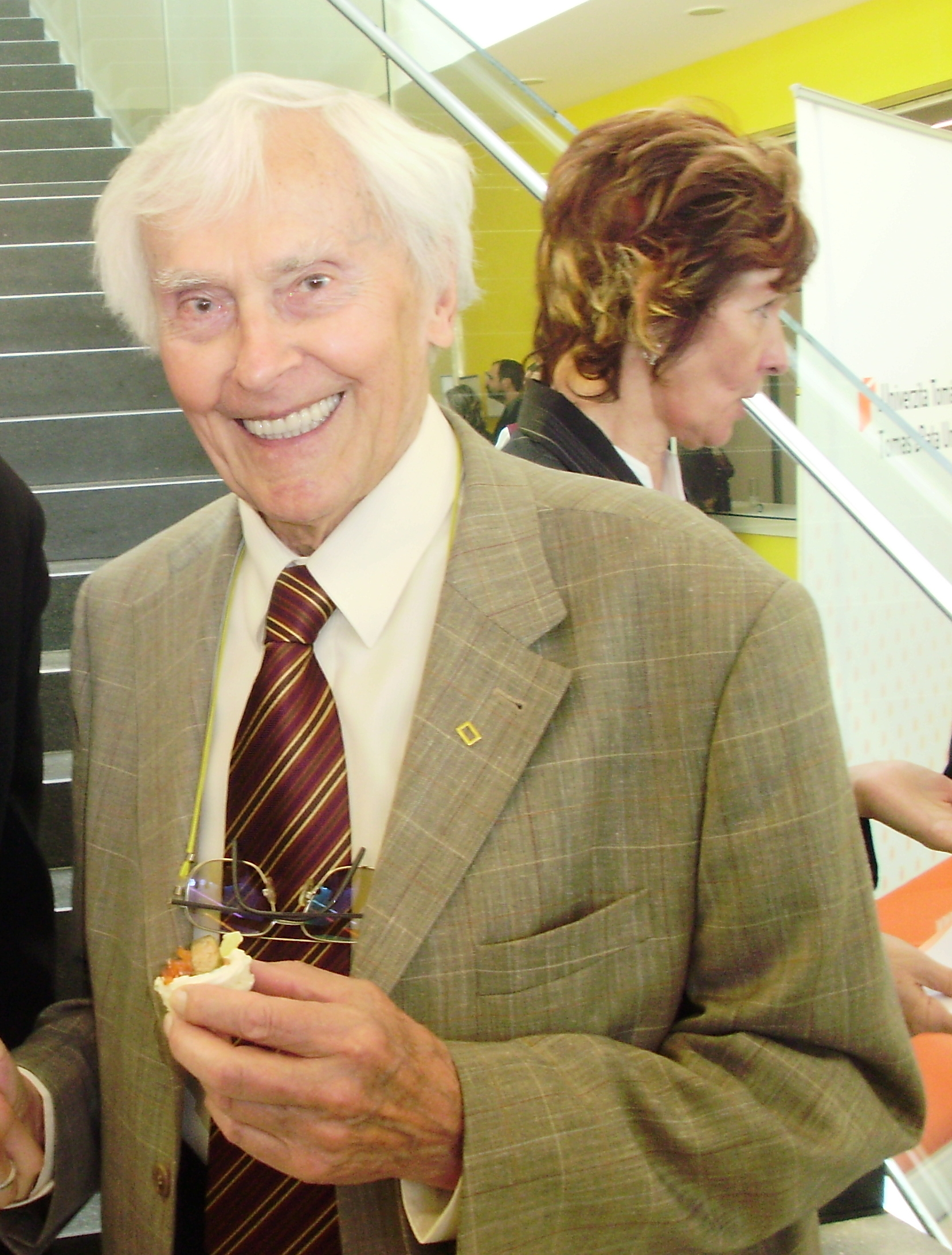
Miroslav Zikmund (* 14. února)

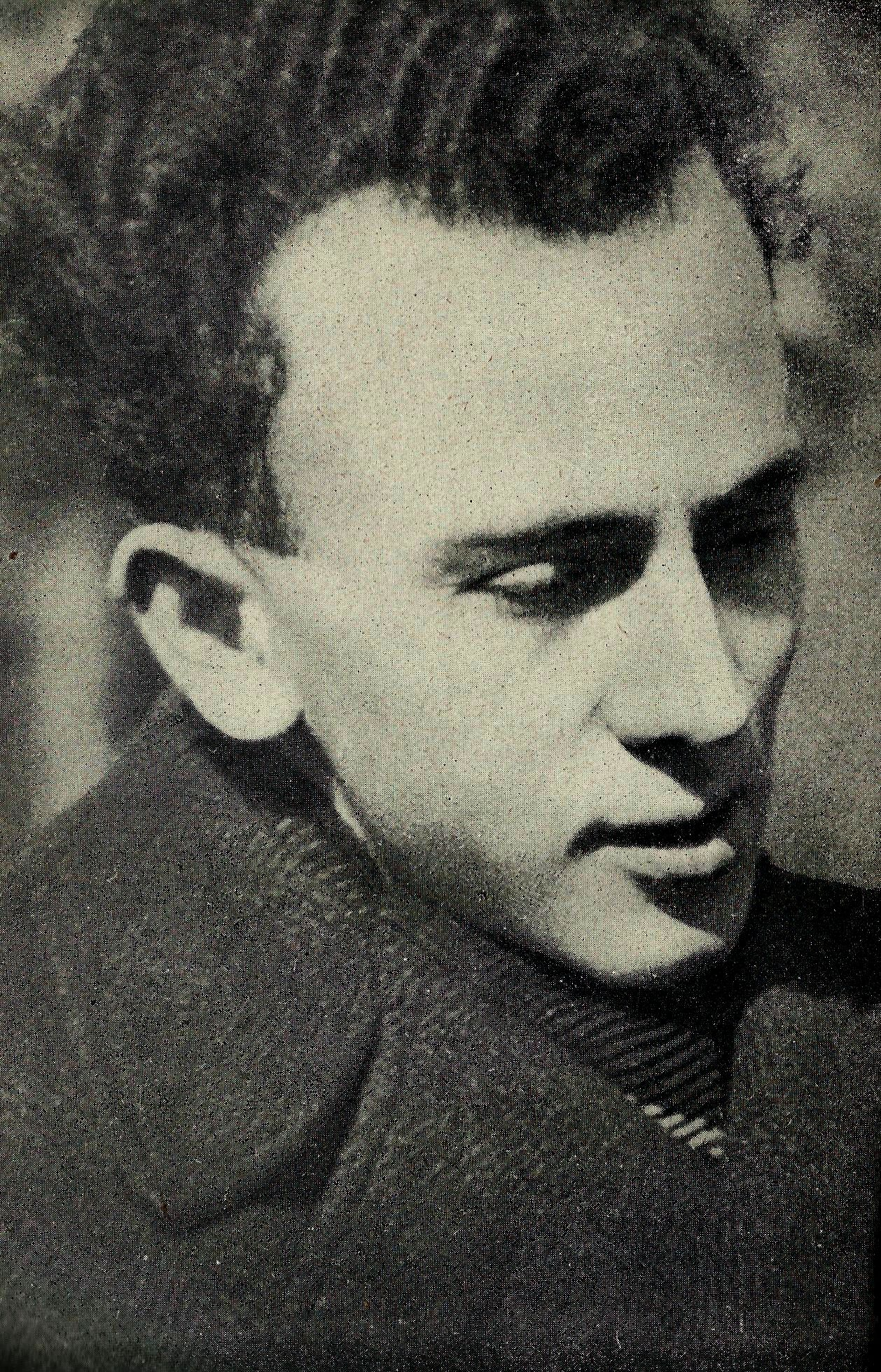
Jiří Orten (* 30. srpna)

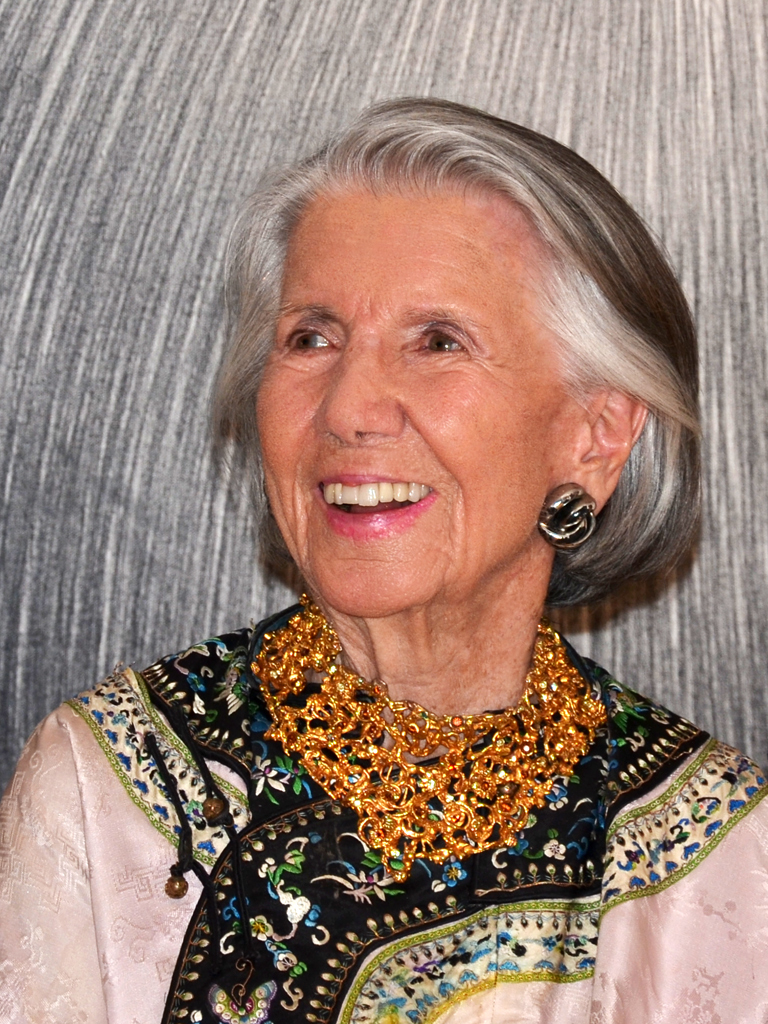
Meda Mládková (* 8. září)

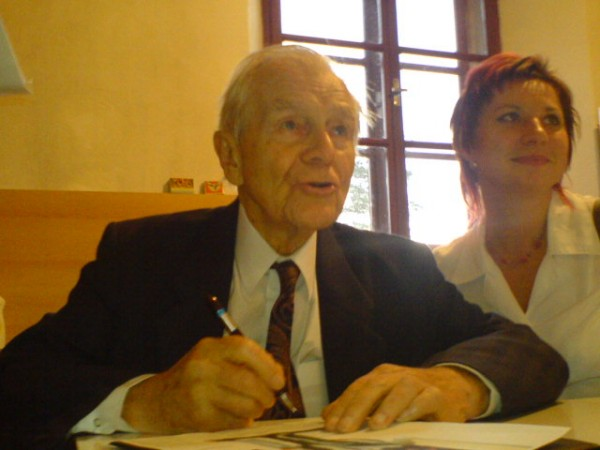
Radovan Lukavský (* 1. listopadu)

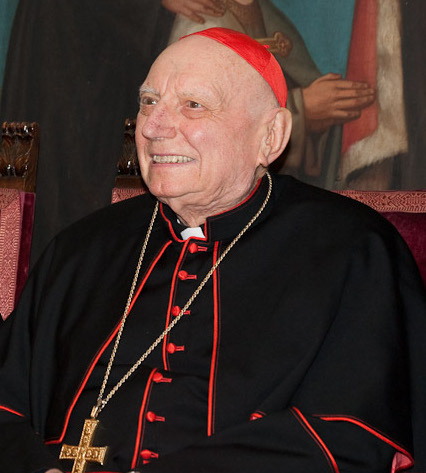
Tomáš Špidlík (* 17. prosince)

- 3. ledna – Miloš Konvalinka, dirigent, skladatel a rozhlasový pracovník († 27. listopadu 2000)
- 4. ledna – Lída Roubíková, herečka († 11. srpen 1991)
- 6. ledna – Božena Šebetovská, zpěvačka lidových písní († 13. dubna 1982)
- 10. ledna – Miroslav Roudný, jazykovědec († 7. dubna 2004)
- 19. ledna – Josef Künzl, voják a příslušník výsadku Chalk († 17. února 2007)
- 20. ledna – Štěpán Lucký, hudební skladatel († 5. května 2006)
- 24. ledna – Jiří Vackář, vynálezce v oblasti slaboproudé techniky († 27. března 2004)
- 27. ledna – Jiřina Hauková, básnířka a překladatelka († 15. prosince 2005)
- 31. ledna – Antonín Sum, osobní tajemník Jana Masaryka, politický vězeň († 15. srpna 2006)
- 10. února – Miroslav Doležal, herec († 12. dubna 2009)
- 14. února – Miroslav Zikmund, cestovatel a spisovatel († 1. prosince 2021)
- 21. února – Věra Gabrielová, herečka a fotografka († 12. prosince 2002)
- 22. února – Jiří Pauer, hudební skladatel († 21. prosince 2007)
- 17. března – Karel Senecký, fotbalový reprezentant († 28. dubna 1979)
- 24. března – Jaromír Wolf, horolezec, expediční lékař, skaut († 29. dubna 1990)
- 27. března – František Miroslav Doubrava, herec († 28. prosince 2003)
- 30. března – Jiří Tywoniak, archivář a historik († 31. července 1995)
- 6. dubna – Jaroslav Andrejs, hudební skladatel a sbormistr († 26. října 2009)
- 10. dubna – Jiří Batušek, kněz, teolog a politický vězeň († 21. ledna 2011)
- 14. dubna – Karel Berman, operní pěvec, hudební skladatel a režisér († 11. srpna 1995)
- 5. května – Stanislav Sedláček, historik, proděkan filosofické fakulty Univerzity Palackého v Olomouci († 21. července 2002)
- 7. května
  - Stanislav Látal, režisér animovaných filmů († 4. srpna 1994)
  - Stanislav Srazil, voják a příslušník výsadku Antimony († 20. dubna 1944)
- 9. května – Čestmír Šimáně, jaderný fyzik († 26. července 2012)
- 15. května – Jarmila Beránková, herečka († 29. ledna 2002)
- 16. května – Jan Černý Klatovský, malíř († 13. října 1999)
- 18. května – Pavel Bojar, spisovatel († 16. listopadu 1999)
- 25. května – Josef Šmída, herec, režisér a dramatik († 7. července 1969)
- 1. června – Čeněk Dobiáš, malíř († 28. září 1980)
- 2. června – Florence Marlyová, vlastním jménem Hana Smékalová, herečka († 9. listopadu 1978)
- 6. června – Ludmila Želenská, herečka († 1998)
- 7. června – Zdeněk Jílek, pianista a hudební pedagog († 28. dubna 1999)
- 11. června – Vladimír Tosek, publicista, překladatel a tlumočník († 8. prosince 1987)
- 16. června – Milivoj Uzelac, skladatel a dirigent († 8. března 1988)
- 28. června – Mirjam Bohatcová, historička a bibliografka († 22. srpna 2007)
- 2. července – Ladislav Čapek, režisér animovaných filmů († 17. ledna 1996)
- 12. července
  - Martin Dzúr, ministr národní obrany († 15. ledna 1985)
  - Jiří Potůček, radista výsadku Silver A († 2. července 1942)
- 15. července – Jindřich Mahelka, malíř († 3. března 1990)
- 17. července – Jiří Hájek, marxistický literární kritik († 13. října 1994)
- 22. července – Věra Adlová, spisovatelka, překladatelka († 28. července 1999)
- 23. července – František Daneš, jazykovědec († 18. března 2015)
- 24. července – Vladimír Babula, spisovatel († 12. listopadu 1966)
- 26. července – Luboš Perek, astronom († 17. září 2020)
- 31. července – Jan Křížek, sochař a malíř († 9. února 1985)
- 4. srpna – Viktor Richter, dokumentární fotograf († 2005)
- 7. srpna
  - Stanislav Procházka, zpěvák († 16. dubna 2016)
  - Ladislav Sitenský, fotograf († 14. listopadu 2009)
- 11. srpna – Alois Vyhňák, voják a příslušník výsadku Platinum – Pewter († 24. července 1994)
- 14. srpna – Josef Pehr, herec a loutkář († 17. srpna 1986)
- 15. srpna
  - František Hamouz, ministr a místopředseda vlád Československa († 23. června 1985)
  - Ota Janeček, malíř, grafik, ilustrátor a sochař († 1. července 1996)
- 22. srpna
  - Miroslav Pich-Tůma, odbojář, politik, funkcionář Státní bezpečnosti († 9. ledna 1995)
  - František Pošta, kontrabasista († 18. července 1991)
- 23. srpna – František Mizera, hokejový reprezentant († 21. ledna 1994)
- 24. srpna – Jaromíra Kolárová, spisovatelka († 21. ledna 2006)
- 29. srpna – Jiří Šust, hudební skladatel, autor filmové hudby († 30. dubna 1995)
- 30. srpna – Jiří Orten, básník († 1. září 1941)
- 5. září – Michal Sedloň, básník a překladatel († 1. března 1982)
- 8. září – Meda Mládková, sběratelka umění († 3. května 2022)
- 9. září – Miroslav Kárný, novinář a historik († 9. května 2001)
- 10. září
  - Josef Dobiáš, kněz, církevní historik a překladatel († 28. ledna 2012)
  - Josef Illík, fotograf a kameraman († 21. ledna 2006)
- 11. září – Ota Šik, ekonom a politik († 22. srpna 2004)
- 12. září – Jiřina Lukešová, filmová střihačka († 28. července 2010)
- 14. září
  - Miroslav Barvík, hudební skladatel a kritik († 2. března 1998)
  - Jiří Cvekl, filozof a germanista († 11. května 1995)
- 15. září – Heda Margoliová-Kovályová, spisovatelka († 5. prosince 2010)
- 16. září – Milan Harašta, hudební skladatel († 29. srpna 1946)
- 19. září – Vladimír Svatý, vynálezce a konstruktér († 2. února 1986)
- 21. září – Zdeněk Petr, hudební skladatel († 5. prosince 1994)
- 24. září
  - Václav Nelhýbel, česko-americký hudební skladatel († 22. března 1996)
  - Staša Fleischmannová, fotografka a autorka vzpomínkové literatury († 30. ledna 2020)
- 27. září
  - Václav Šolc, etnograf-amerikanista, muzeolog, cestovatel a spisovatel († 16. července 1995)
  - Karel Ludwig, fotograf († 4. června 1977)
  - Ladislav Dydek, malíř, grafik a typograf († 6. září 2006)
- 28. září – Fritz Weiss, jazzový trumpetista († 4. října 1944)
- 29. září – Vladimír Vašíček, malíř († 29. srpna 2003)
- 3. října
  - Vlastimil Beneš, malíř, grafik, sochař a scénograf († 17. září 1981)
  - Alena Vrbová, lékařka a spisovatelka († 17. března 2004)
- 5. října
  - Běla Jurdová, herečka († 15. srpna 2009)
- 10. října
  - Jaroslav Fišer, malíř († 21. června 2003)
  - Miroslav Kubíček, dirigent a hudební skladatel († 14. ledna 1955)
- 16. října
  - Bohuslav Burian, kněz, oběť komunistického teroru († 29. dubna 1959)
  - Miroslav Řihošek, atlet, dálkař a trojskokan († 8. února 1997)
- 17. října – Vlastimil Chalupa, čs. ministr spojů
- 19. října
  - Stanislav Hlučka, generál, stíhací pilot, politický vězeň († 15. října 2008)
  - Arnošt Lamprecht, jazykovědec († 2. května 1985)
- 25. října
  - Zdeněk Míka, herec, režisér a divadelní ředitel († 9. září 2000)
  - Oldřich Oplt, malíř († 22. června 2001)
- 28. října – Miroslav Hájek, filmový střihač († 1991)
- 1. listopadu
  - Radovan Lukavský, herec († 10. března 2008)
  - Jiří Srb, výtvarník († 1. června 1980)
- 3. listopadu – Květa Legátová, spisovatelka († 22. prosince 2012)
- 4. listopadu – Vlastislav Chalupa, agent Státní bezpečnosti († 2002)
- 6. listopadu – Vítězslav Jungbauer, sochař († 6. ledna 2003)
- 7. listopadu – Jaroslav Šperl, voják a příslušník výsadku Carbon († 11. dubna 2005)
- 10. listopadu – Alena Koenigsmarková, malířka († 2. listopadu 2010)
- 16. listopadu – Rudolf Krátký, herec († 13. dubna 2009)
- 18. listopadu – Jaroslav Štercl, herec, komik, lidový bavič († 4. dubna 1996)
- 19. listopadu – Ladislav Kareš, fotbalový reprezentant († 15. května 2001)
- 21. listopadu – Rudolf Hammer, maskér († 28. května 1999)
- 23. listopadu – František Pospíšil, voják a velitel výsadku Bivouac († 28. října 1944)
- 28. listopadu
  - Otakar Černý, válečný letec († 14. října 2009)
  - Čestmír Šikola, voják a národní hrdina, politický vězeň komunistického režimu († 29. února 2008)
- 1. prosince – Arnošt Paderlík, malíř a sochař († 1. června 1999)
- 5. prosince – Jan Kloboučník, redaktor, spisovatel († 22. října 1974)
- 6. prosince – Gideon Klein, klavírista a skladatel († leden 1945)
- 11. prosince – Vasil Kobulej, jedna z osobností Karpatsko-dukelské operace († 14. ledna 1999)
- 12. prosince – Antonín Kohout, violoncellista a hudební pedagog († 15. února 2013)
- 16. prosince
  - Jaroslav Vozáb, herec († 3. dubna 1988)
  - Zdeněk Švarc, hokejový reprezentant († 8. listopadu 1948)
- 17. prosince – Tomáš Špidlík, katolický teolog, jezuita a kardinál († 16. dubna 2010)
- 21. prosince
  - Ivan Blatný, básník († 5. srpna 1990)
  - Myrtil Frída, filmový archivář a historik († 10. srpna 1978)
  - Josef Istler, malíř († 19. června 2000)
- 29. prosince – Anežka Merhautová, historička umění († 22. července 2015)

### Svět
- 1. ledna

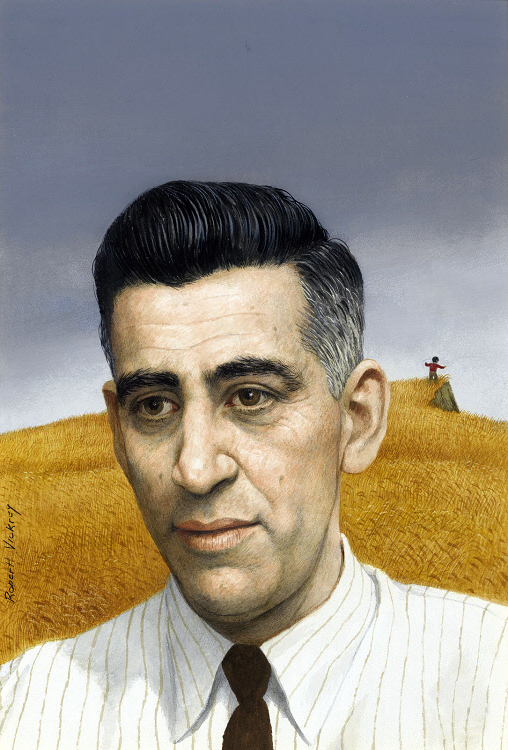
J. D. Salinger (* 1. ledna)

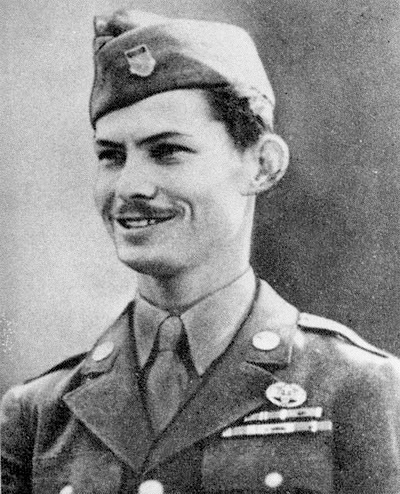
Desmond Doss (* 7. února)

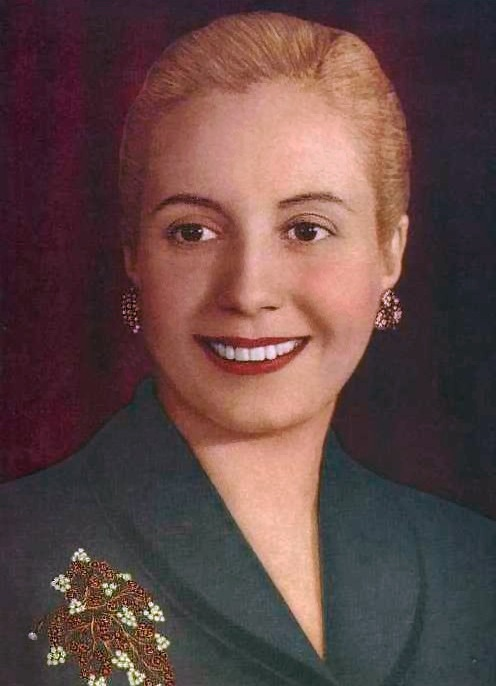
Eva Perónová (* 7. května)

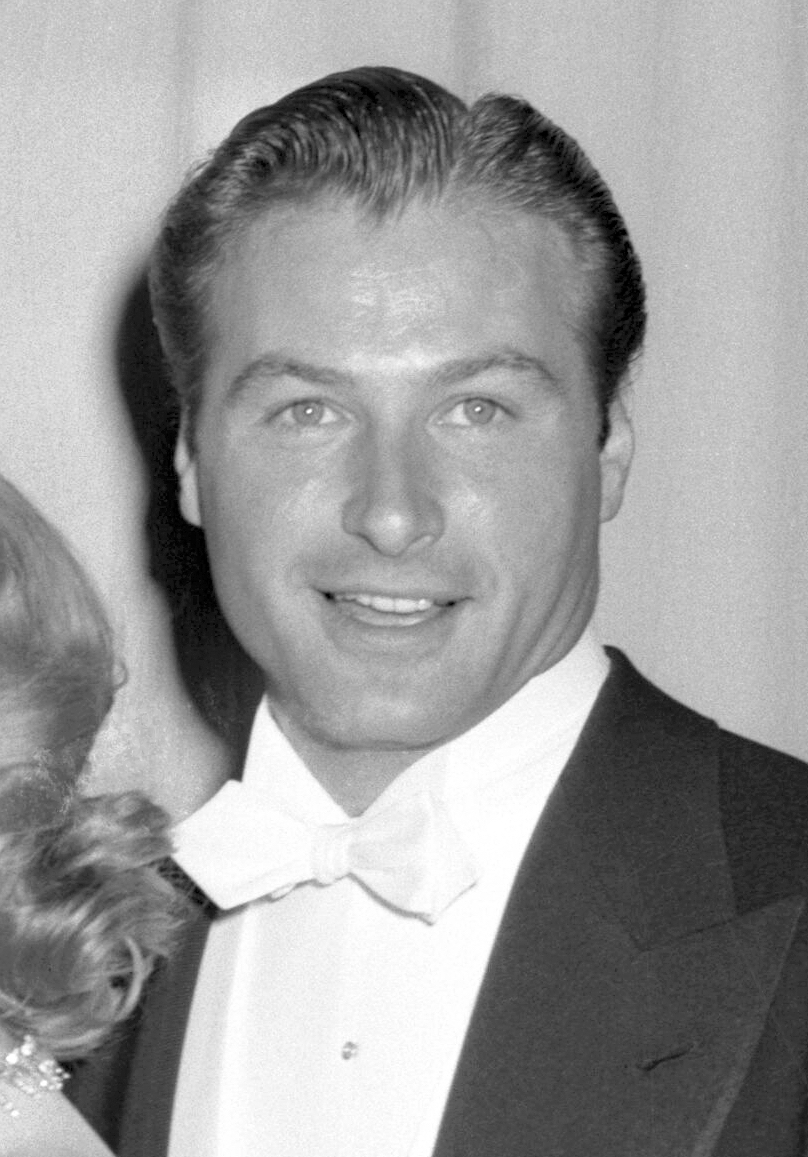
Lex Barker * 8. května)

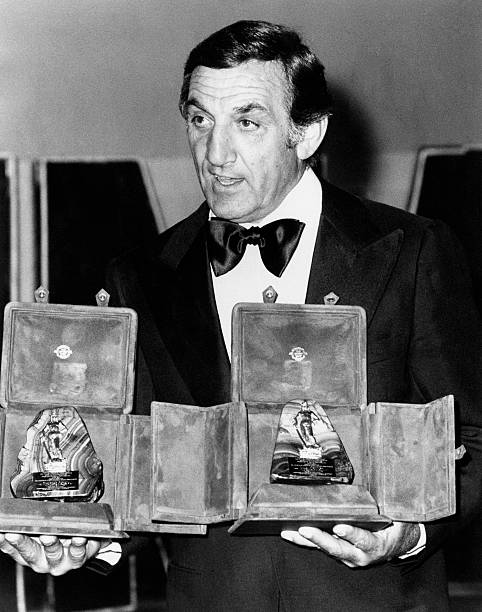
Lino Ventura (* 14. července)

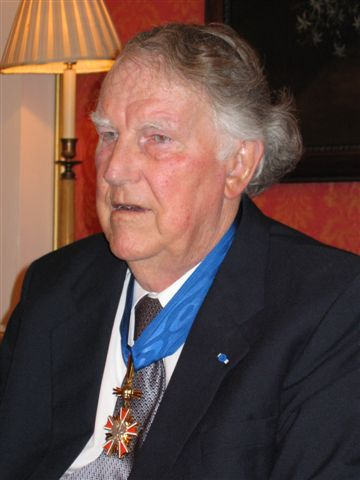
Edmund Hillary (* 20. července)

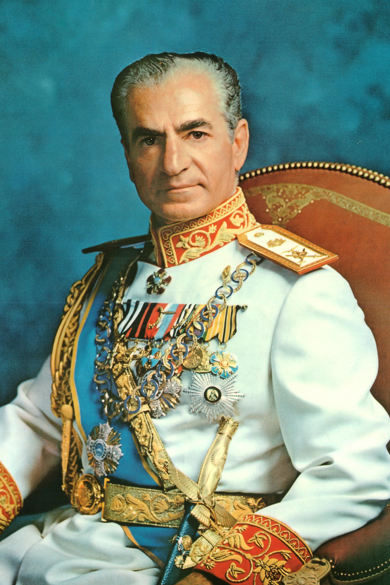
Muhammad Rezá Pahlaví (* 26. října)

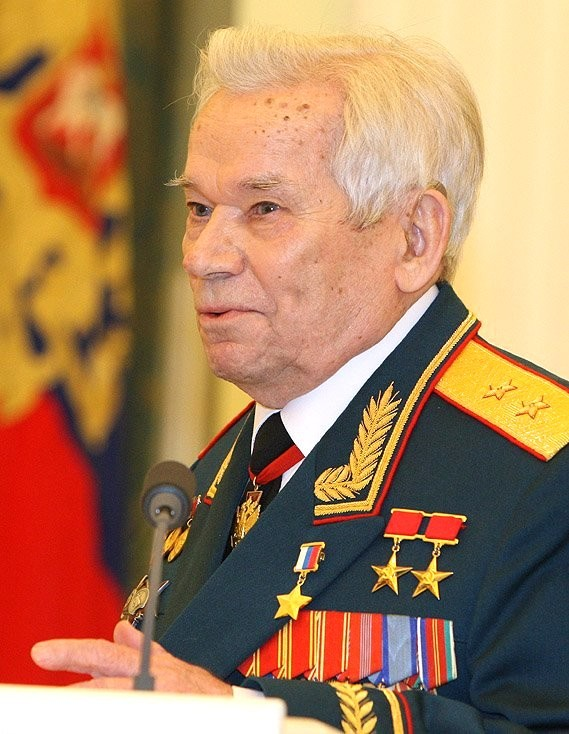
Michail Kalašnikov (* 10. listopadu)

  - Sirr al-Chatim al-Chalífa, prezident Súdánu († 18. února 2006)
  - Binjamin Gibli, náčelník izraelské vojenské rozvědky Aman († 19. srpna 2008)
  - Petr Kien, německý výtvarník a básník († ? 1944)
  - J. D. Salinger, americký spisovatel († 27. ledna 2010)
- 4. ledna – Chajim Chermeš, maďarský parašutista, člen výsadkové skupiny Amsterdam († 23. března 2007)
- 7. ledna – Ján Albrecht, slovenský estetik, muzikolog, hudebník († 20. listopadu 1996)
- 12. ledna – Ernest Zmeták, slovenský malíř († 13. května 2004)
- 15. ledna – Maurice Herzog, francouzský horolezec a politik († 13. prosince 2012)
- 19. ledna
  - Joan Brossa, katalánský básník, spisovatel, dramatik, grafik († 30. prosince 1998)
  - Vladimír Reisel, slovenský básník a diplomat († 1. září 2007)
- 22. ledna – Peter L. Bernstein, americký finanční historik a ekonom († 5. června 2009)
- 23. ledna
  - Millard Lampell, americký filmový a televizní scenárista, spisovatel, hudebník († 3. října 1997)
  - Hans Hass, rakouský potápěč, mořský biolog a filmař († 16. června 2013)
- 26. ledna – Roy Cochran, americký sprinter, olympionik († 26. září 1981)
- 29. ledna
  - Ladislav Mňačko, slovenský spisovatel († 24. února 1994)
  - Norman Frederick Simpson, britský dramatik († 27. srpna 2011)
- 3. února – Snooky Young, americký jazzový trumpetista († 11. května 2011)
- 5. února – Andreas Papandreu, řecký premiér († 23. června 1996)
- 6. února – Ján Dekan, slovenský archeolog († 21. srpna 2007)
- 8. února – Mimi Malenšek, slovinská spisovatelka († 13. dubna 2012)
- 13. února – Tennessee Ernie Ford, americký herec a moderátor († 17. října 1991)
- 18. února – José de Jesús Pimiento Rodríguez, kolumbijský kardinál († 3. září 2019)
- 25. února
  - Fred Katz, americký violoncellista († 7. září 2013)
  - Karl H. Pribram, americký neurochirurg a myslitel († 19. ledna 2015)
- 26. února – Rie Mastenbroeková, nizozemská plavkyně, trojnásobná olympijská vítězka († 6. listopadu 2003)
- 1. března
  - João Goulart, brazilský prezident († 6. prosince 1976)
  - Reginald Sprigg, australský geolog a paleontolog († 2. prosince 1994)
- 2. března – Jennifer Jonesová, americká filmová herečka († 17. prosince 2009)
- 9. března – Chantal Chaudé de Silans, francouzská šachistka († 5. května 2001)
- 11. března – Mercer Ellington, americký trumpetista a skladatel († 8. února 1996)
- 14. března – Luther Henderson, americký hudební skladatel a klavírista († 29. července 2003)
- 17. března – Nat King Cole, americký jazzový pianista, skladatel a zpěvák († 15. února 1965)
- 18. března
  - Elizabeth Anscombe, britská katolická filosofka († 5. ledna 2001)
  - Laila Schou Nilsenová, norská lyžařka a rychlobruslařka, olympijská vítězka († 30. července 1998)
- 19. března
  - Peter Abrahams, jihoafrický spisovatel († 18. ledna 2017)
  - Lennie Tristano, americký jazzový pianista a skladatel († 18. listopadu 1978)
- 24. března – Lawrence Ferlinghetti, americký básník a překladatel († 22. února 2021)
- 2. dubna – Delfo Cabrera, argentinský olympijský vítěz v maratonu 1948 († 2. srpna 1981)
- 5. dubna – Patricia St. John, britská spisovatelka a misionářka († 15. srpna 1993)
- 8. dubna
  - Kiiči Mijazawa, japonský ministerský předseda († 28. června 2007)
  - Roger Pigaut, francouzský herec a režisér († 24. prosince 1989)
- 10. dubna – Richard Bergmann, rakouský a britský stolní tenista, mistr světa († 5. dubna 1970)
- 11. dubna – Albertina Berkenbrocková, brazilská mučednice, blahoslavená († 15. června 1931)
- 12. dubna – István Anhalt, kanadský hudební skladatel († 24. února 2012)
- 15. dubna
  - Emyr Humphreys, velšský romanopisec a básník († 30. září 2020)
  - Franjo Kuharić, záhřebský arcibiskup, kardinál († 11. března 2002)
- 16. dubna – Merce Cunningham, americký tanečník a choreograf († 26. července 2009)
- 17. dubna – Osvaldo Dorticós Torrado, prezident Kuby († 23. června 1983)
- 19. dubna
  - Walter Isard, americký ekonom († 6. listopadu 2010)
  - Franco Rossi, italský filmový scenárista a režisér († 5. června 2000)
- 22. dubna – Donald J. Cram, americký chemik, nositel Nobelovy ceny († 17. června 2001)
- 23. dubna
  - Ellen Bergmanová, švédská herečka († 6. března 2007)
  - Oleg Peňkovskij, plukovník vojenské zpravodajské služby Sovětského svazu, dvojitý agent († 16. května 1963)
- 24. dubna
  - César Manrique, španělský výtvarník a architekt († 25. září 1992)
  - Glafkos Klerides, prezident Kyperské republiky († 15. listopadu 2013)
- 25. dubna – Finn Helgesen, norský rychlobruslař, olympijský vítěz († 3. září 2011)
- 3. května – Pete Seeger, americký folkový zpěvák († 27. ledna 2014)
- 5. května – Georgios Papadopulos, řecký diktátor († 27. června 1999)
- 7. května
  - Eva Perónová, první dáma Argentiny († 26. července 1952)
  - Boris Sluckij, sovětský básník († 22. února 1986)
- 8. května
  - Lex Barker, americký herec († 11. května 1973)
  - Leon Festinger, americký sociální psycholog († 11. února 1989)
  - Carlo Vivarelli, švýcarský grafický designér († 12. června 1986)
- 10. května
  - Daniel Bell, americký publicista a sociolog († 25. ledna 2011)
  - Anton Matúšek, slovenský válečný pilot († 22. listopadu 1985)
- 19. května – Mitja Ribičič, jugoslávský předseda vlády († 28. listopadu 2013)
- 22. května – Paul Vanden Boeynants, belgický premiér († 9. ledna 2001)
- 23. května – Ruth Fernández, portorická zpěvačka, politička a herečka († 9. ledna 2012)
- 24. května – Herbie Fields, americký jazzový a swingový saxofonista a klarinetista († 17. září 1958)
- 26. května – Rubén González, kubánský klavírista a skladatel († 8. prosince 2003)
- 5. června – Max Huber, švýcarský a italský grafik († 16. listopadu 1992)
- 15. června – Phaolô Giuse Phạm Đình Tụng, vietnamský kněz, arcibiskup Hanoje, kardinál († 22. února 2009)
- 19. června – Robert Pinget, francouzský avantgardní spisovatel († 25. srpna 1997)
- 21. června
  - Antonia Mesina, sardinská panna a mučednice, blahoslavená († 17. května 1935)
  - Paolo Soleri, italský architekt († 9. dubna 2013)
- 22. června – Henri Tajfel, britský sociální psycholog († 3. května 1982)
- 28. června – Ion Dezideriu Sîrbu, rumunský filosof a spisovatel († 17. září 1989)
- 4. července – Juraj Daniel-Szabó, slovenský fyzik († 23. listopadu 1990)
- 5. července – Franz Halberg, americký vědec, zakladatel moderní chronobiologie († 9. června 2013)
- 7. července – Jon Pertwee, britský herec a kabaretní umělec († 20. května 1996)
- 8. července – Walter Scheel, prezident Západního Německa († 1. března 1982)
- 10. července – Pierre Gamarra, francouzský spisovatel a novinář († 20. května 2009)
- 11. července – Binjamin Tamuz, izraelský spisovatel, novinář, umělecký kritik, malíř a sochař († 19. července 1989)
- 14. července – Lino Ventura, francouzsko-italský filmový herec († 22. října 1987)
- 15. července – Iris Murdochová, britská prozaička a filozofka († 8. února 1999)
- 16. července – Čchoi Kju-ha, prezident Jižní Koreje († 22. října 2006)
- 20. července – Edmund Hillary, novozélandský horolezec († 11. ledna 2008)
- 26. července – James Lovelock, environmentalista a futurolog († 26. července 2022)
- 31. července – Primo Levi, italský spisovatel († 11. dubna 1987)
- 1. srpna – James Hill, britský režisér a filmový producent († 7. října 1994)
- 6. srpna – Pauline Betzová, americká tenistka († 31. května 2011)
- 8. srpna – Dino De Laurentiis, italský filmový producent († 10. listopadu 2010)
- 9. srpna – Joop den Uyl, nizozemský premiér († 24. prosince 1987)
- 10. srpna – Sacha Vierny, francouzský kameraman († 15. května 2001)
- 13. srpna – George Shearing, britsko-americký jazzový klavírista († 14. února 2011)
- 14. srpna – Juraj Špitzer, slovenský literární historik a publicista († 11. října 1995)
- 15. srpna – Orest Dubay, slovenský akademický malíř († 2. října 2005)
- 16. srpna – Antonis Samarakis, řecký spisovatel († 8. srpna 2003)
- 21. srpna – Mario Bunge, argentinský filozof, fyzik a profesor († 25. února 2020)
- 22. srpna – Alberto Boscolo, italský historik († 1987)
- 28. srpna – Godfrey N. Hounsfield, anglický inženýr, nositel Nobelovy ceny († 12. srpna 2004)
- 30. srpna
  - Joachim Rønneberg, norský důstojník a rozhlasový hlasatel († 21. října 2018)
  - Wolfgang Wagner, operní režisér († 21. března 2010)
  - Kitty Wells, americká countryová zpěvačka a skladatelka († 16. července 2012)
- 5. září – Rudolf Syringus Habsbursko-Lotrinský, nejmladší syn posledního rakouského císaře Karla I. († 15. května 2010)
- 8. září – Arthur Guyton, americký fyziolog († 3. dubna 2003)
- 9. září
  - John Ljunggren, švédský olympijský vítěz v chůzi († 13. ledna 2000)
  - Perec Rozenberg, izraelský výsadkář a vynálezce († 25. října 2008)
- 10. září – Ladislav Slovák, slovenský dirigent († 22. července 1999)
- 13. září – Heinrich Eberhard, německý malíř († 25. května 2003)
- 15. září – Fausto Coppi, italský závodník v silniční cyklistice († 2. ledna 1960)
- 18. září – Pál Losonczi, předseda Prezidiální rady Maďarské lidové republiky († 28. března 2005)
- 23. září – Jayne Meadows, americká herečka († 26. dubna 2015)
- 26. září – Matilde Camus, španělská básnířka († 28. dubna 2012)
- 27. září – James Hardy Wilkinson, anglický matematik a informatik († 5. října 1986)
- 28. září – Gustáv Papp, slovenský tenorista († 7. října 1997)
- 29. září – Mária Ďuríčková, slovenská spisovatelka, překladatelka, scenáristka († 15. března 2004)
- 3. října
  - James Buchanan, americký ekonom († 9. ledna 2013)
  - Jean Lefebvre, francouzský herec († 9. července 2004)
- 5. října
  - Donald Pleasence, britský herec († 2. února 1995)
  - Vojtěch Zamarovský, slovenský historik a spisovatel († 26. července 2006)
- 6. října – Muhammad Siad Barre, somálský diktátor († 2. února 1995)
- 7. října – Georges Duby, francouzský historik († 3. prosince 1996)
- 11. října – Art Blakey, americký jazzový bubeník († 16. října 1990)
- 13. října – Hans Hermann Groër, rakouský kardinál a vídeňský arcibiskup († 24. března 2003)
- 17. října – Čao C’-jang, předseda vlády Čínské lidové republiky († 17. ledna 2005)
- 18. října – Pierre Trudeau, kanadský ministerský předseda († 28. září 2000)
- 19. října – Mikuláš Huba, slovenský herec († 12. října 1986)
- 22. října
  - Vincent Hložník, slovenský malíř († 10. prosince 1997)
  - Doris Lessingová, britská spisovatelka († 17. listopadu 2013)
- 24. října – Calvin Northrup Mooers, americký informatik († 1. prosince 1994)
- 26. října – Muhammad Rezá Pahlaví, íránský šáh († 27. července 1980)
- 27. října – Roscoe Howells, velšský spisovatel, historik a novinář († 13. ledna 2014)
- 29. října – Bohuslav Cambel, slovenský geochemik a geolog († 9. června 2006)
- 4. listopadu – Martin Balsam, americký herec († 13. února 1996)
- 5. listopadu – Félix Gaillard, francouzský premiér († 10. července 1970)
- 7. listopadu – Jerzy Jesionowski, polský prozaik a dramatik († 28. října 1992)
- 9. listopadu – Roman Suszko, polský logik († 3. června 1979)
- 10. listopadu – Michail Kalašnikov, ruský konstruktér pěchotních zbraní († 23. prosince 2013)
- 15. listopadu – Salomon Morel, velitel polského koncentračního tábora Zgoda († 14. února 2007)
- 17. listopadu – Anatolij Petrovič Dněprov, ruský sovětský spisovatel vědeckofantastické literatury († 7. října 1975)
- 23. listopadu – Peter Frederick Strawson, britský analytický filosof († 13. února 2006)
- 26. listopadu
  - Ryszard Kaczorowski, prezident Polska v exilu († 10. dubna 2010)
  - Frederik Pohl, americký autor science fiction († 2. září 2013)
- 29. listopadu – Frank Kermode, anglický literární teoretik († 17. srpna 2010)
- 30. listopadu
  - András Berkesi, maďarský spisovatel († 14. září 1997)
  - Milton A. Rothman, americký fyzik a spisovatel science fiction († 6. října 2001)
- 2. prosince – Rudolf Jašík, slovenský prozaik, básník a publicista († 30. července 1960)
- 4. prosince
  - Inder Kumar Gujral, indický premiér († 30. listopadu 2012)
  - Lawrence Stone, anglický historik († 16. června 1999)
  - Vojin Lukić, jugoslávský ministr vnitra († 25. října 1997)
- 6. prosince – Paul de Man, americký literární teoretik († 21. prosince 1983)
- 9. prosince – William Lipscomb, americký chemik, nositel Nobelovy ceny († 14. dubna 2011)
- 10. prosince
  - Alexander Courage, americký hudební skladatel a aranžér († 15. května 2008)
  - Ladislav Snopek, slovenský sochař († 4. října 2010)
- 11. prosince – Paavo Aaltonen, finský gymnasta, olympijský vítěz († 9. září 1962)
- 12. prosince – Viliam Šalgovič, slovenský politik, jeden z hlavních představitelů konzervativního proudu v KSČ († 6. února 1990)
- 15. prosince
  - Tommy Durden, americký kytarista († 17. října 1999)
  - Åke Seyffarth, švédský rychlobruslař, olympijský vítěz († 1. ledna 1998)
- 18. prosince – Barry Galbraith, americký jazzový kytarista († 13. ledna 1983)
- 22. prosince – Ernst Strachwitz, rakouský politik († 13. července 1998)
- 24. prosince – Pierre Soulages, francouzský malíř a sochař († 26. října 2022)
- 30. prosince – David Willcocks, britský sbormistr, dirigent, varhaník a skladatel († 17. září 2015)
- 31. prosince – Artur Fischer, německý vynálezce a podnikatel († 27. ledna 2016)
- neznámé datum
  - Mordechaj Anielewicz, vůdce povstání ve varšavském ghettu († 8. května 1943)
  - Nikolaos Makarezos, řecký armádní velitel, pučista († 3. srpna 2009)
  - Martha McMillan Roberts, americká fotografka († 1992)
  - Jona Rozen, izraelský výsadkář († 2004)

## Úmrtí

### Česko

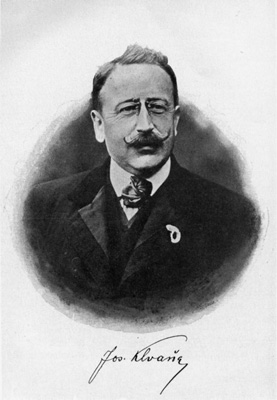
Josef Klvaňa († 13. srpna)

- 16. ledna – Antonín Skočdopole, budějovický kanovník a profesor teologie (* 2. prosince 1828)
- 30. ledna – Jan Evangelista Nečas, právník, básník a překladatel (* 25. prosince 1849)
- 1. února – Adolf Chlumský, český evangelický farář v USA (* 3. října 1842)
- 3. března – Karel Bautzký, hudební skladatel (* 10. května 1862)
- 9. března – František Urban, malíř (* 15. září 1868)
- 15. března – Josef Bárta, malíř a grafik (* 14. června 1864)
- 19. března – Anna Cardová Lamblová, učitelka, aktivistka a spisovatelka (* 21. prosince 1836)
- 25. března – Gustav Victor Finger, letecký konstruktér (* 30. června 1854)
- 2. dubna – Eduard Dominik, teolog, kanovník olomoucké kapituly (* 21. května 1849)
- 10. května – Johann Kiemann, právník a politik německé národnosti, poslanec Českého zemského sněmu (* 19. listopadu 1844)
- 15. května – Leopold Kochman, básník, novinář a překladatel (* 13. listopadu 1847)
- 18. května – Jan Koula, architekt, výtvarník a etnograf (* 7. února 1855)
- 25. května – Antonín Škoda, pedagog, překladatel z řečtiny a latiny (* 7. ledna 1839)
- 7. června – Adolf Piskáček, skladatel, sbormistr a spisovatel (* 8. listopadu 1873)
- 11. června – Adolf Liebscher, malíř (* 11. března 1857)
- 25. června – Otakar Trnka, ministr veřejných prací Předlitavska (* 19. července 1871)
- 13. srpna – Josef Klvaňa, přírodovědec, etnograf, pedagog a fotograf (* 22. ledna 1857)
- 18. srpna – Stanislav Schulhof, lékař a básník píšící v esperantu (* 12. listopadu 1864)
- 14. září – Bedřich Pospíšil, politik (* 27. února 1881)
- 12. října – Josef Virgil Grohmann, pedagog, spisovatel a politik německé národnosti (* 12. prosince 1831)
- 24. října – Karel Mattuš, právník a politik (* 21. května 1836)
- 29. října
  - Jakub Seifert, herec a režisér (* 9. ledna 1846)
  - Antonín Burjan, brněnský středoškolský profesor a matematik (* 27. prosince 1841)
- 31. října – Friedrich Legler, pedagog, novinář, poslanec Českého zemského sněmu (* 1. ledna 1852)
- 13. listopadu – Antonín Otakar Zeithammer, politik a novinář (* 5. listopadu 1832)
- 4. prosince – František Augustin Urbánek, hudební nakladatel a knihkupec (* 23. listopadu 1842)
- 9. prosince
  - Josef Adamčík, stavitel a geodet (* 16. září 1863)
  - Václav Formánek, politik (* 3. února 1845)
- 20. prosince – Adalbert Johanny, moravskoostravský starosta (* 11. července 1846)
- 22. prosince – Jaroslav Mattuš, politik (* 9. ledna 1867)

### Svět

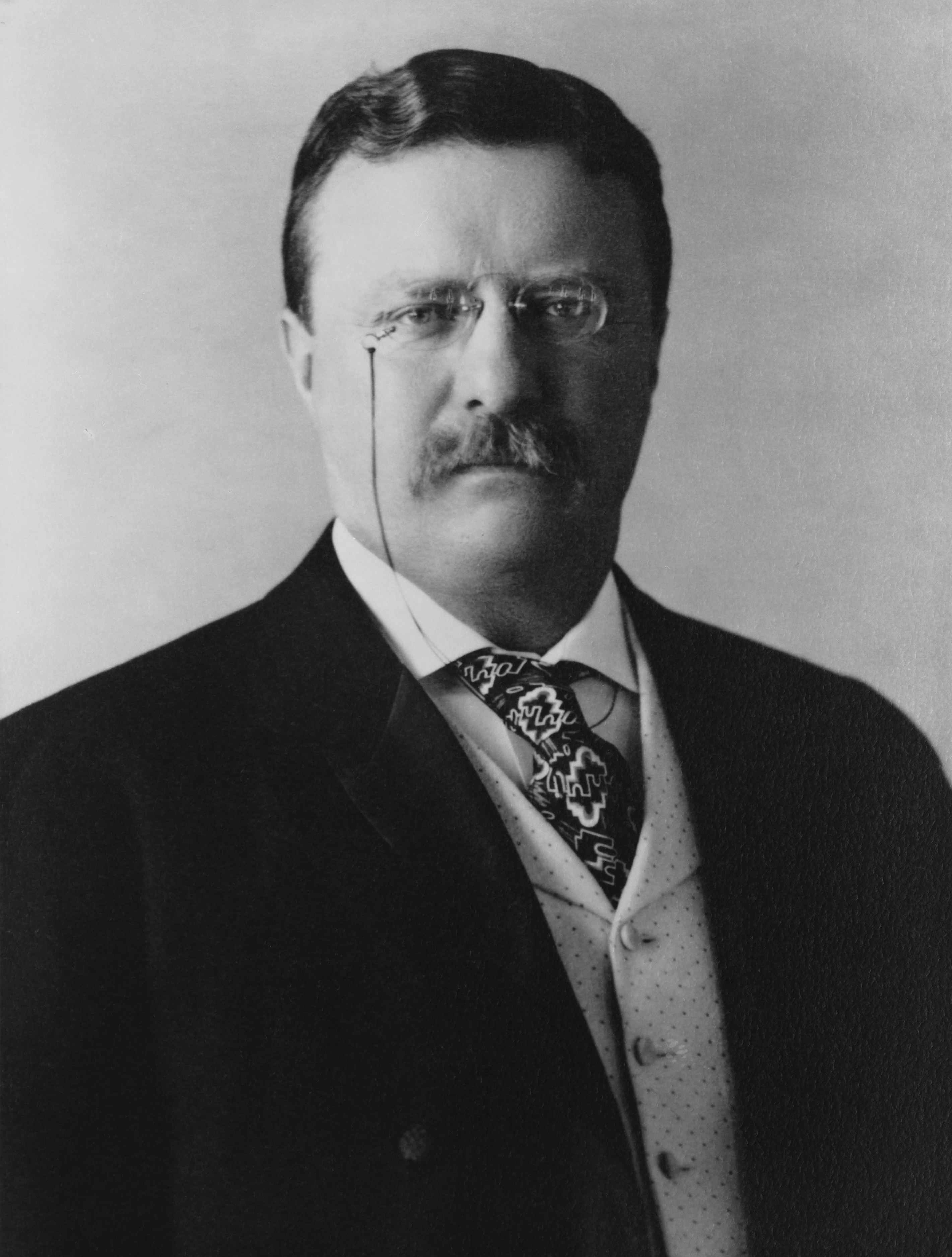
Theodore Roosevelt († 6. ledna)

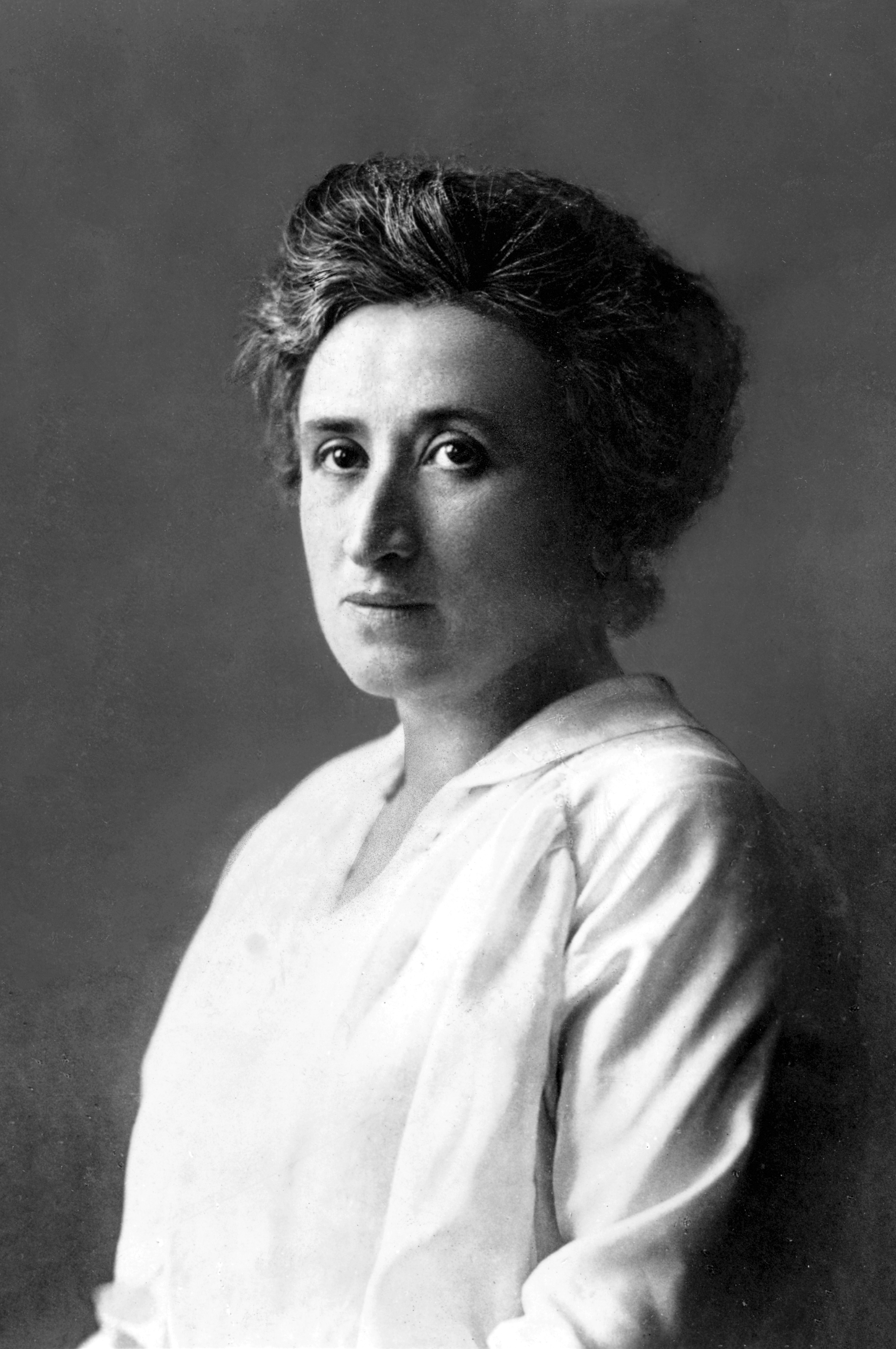
Rosa Luxemburgová († 15. ledna)

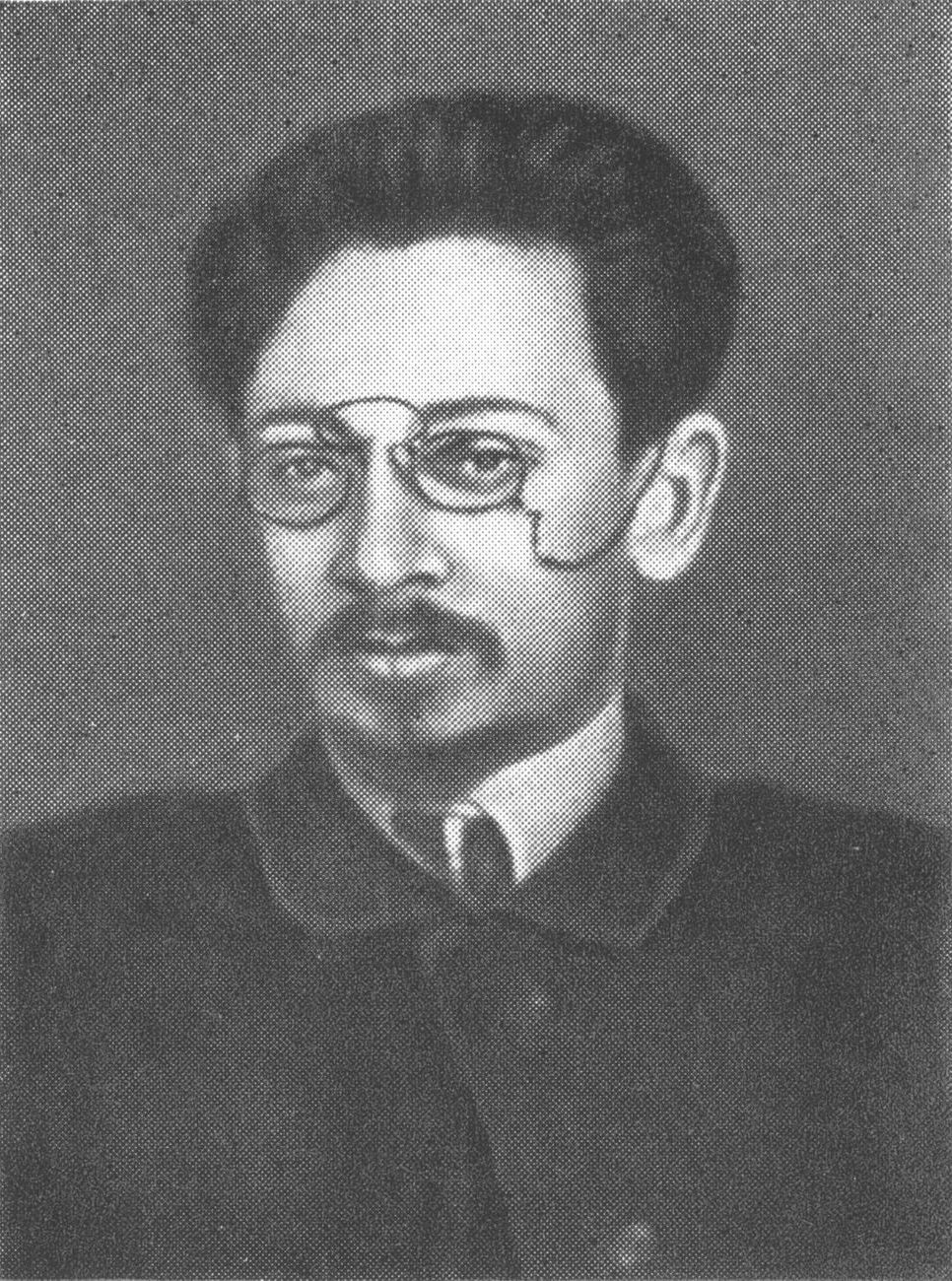
Jakov Sverdlov († 16. března)

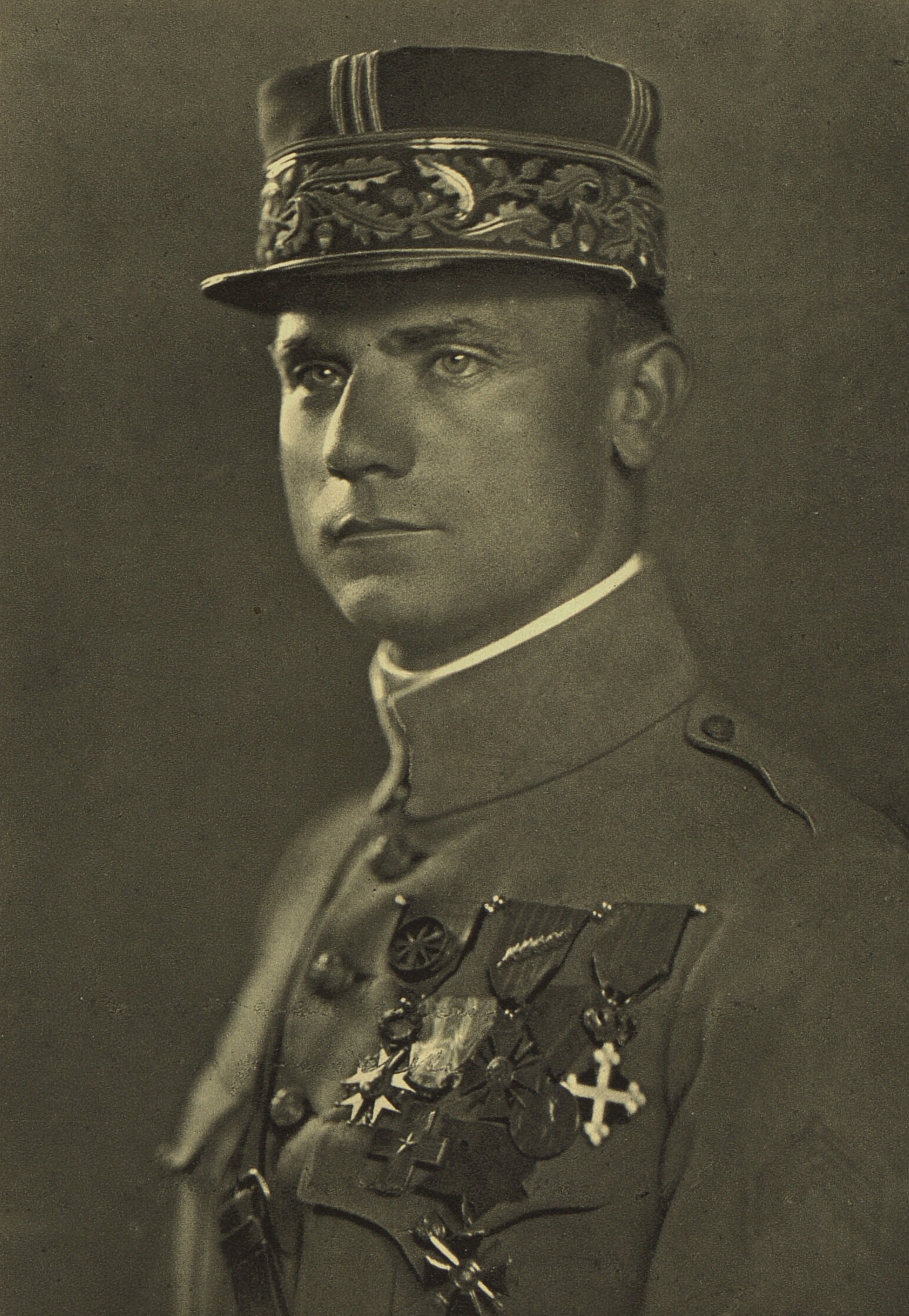
Milan Rastislav Štefánik († 4. května)

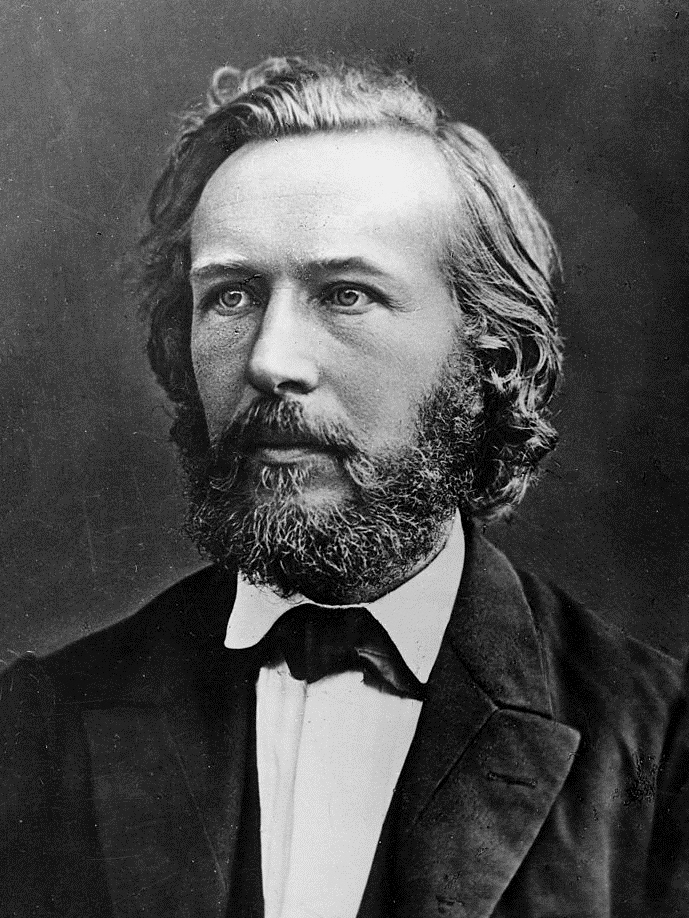
Ernst Haeckel († 8. srpna)

- 4. ledna – Carl Weisshuhn, slezský podnikatel (* 27. února 1837)
- 6. ledna – Theodore Roosevelt, americký prezident (* 27. října 1858)
- 9. ledna – Étienne Lamy, francouzský spisovatel a politik (* 2. června 1845)
- 15. ledna
  - Karl Liebknecht, německý komunistický politik (* 13. srpna 1871)
  - Rosa Luxemburgová, německá marxistická teoretička a radikální politička (* 5. března 1871)
- 18. ledna
  - Ludvík Viktor Habsbursko-Lotrinský, rakouský arcivévoda (* 15. května 1842)
  - Jan Britský, syn britského krále Jiřího V. (* 12. července 1905)
- 22. ledna – Carl Larsson, švédský malíř (* 28. května 1853)
- 27. ledna – Endre Ady, maďarský básník (* 22. listopadu 1877)
- 3. února – Marie Tereza Rakouská-Este, rakouská arcivévodkyně, bavorská královna (* 2. července 1849)
- 21. února – Kurt Eisner, německý levicový politik (* 14. května 1867)
- 5. března – Ernest von Koerber, rakousko-uherský politik (* 6. listopadu 1850)
- 10. března – Leo Jogiches, spoluzakladatel komunistické strany Německa (* 17. července 1867)
- 12. března – Lawrence Lambe, kanadský geolog a paleontolog (* 27. srpna 1863)
- 13. března – Ivan Bubnov, ruský konstruktér ponorek (* 18. ledna 1872)
- 16. března – Jakov Sverdlov, bolševický stranický předák (* 3. června 1885)
- 24. března – Franz Metzner, německý sochař (* 18. listopadu 1870)
- 25. března – Wilhelm Lehmbruck, německý sochař (* 4. ledna 1881)
- 2. dubna
  - Hermann Helmer, rakouský architekt (* 13. července 1849)
  - Alois von Spens-Booden, předlitavský soudce, státní úředník a politik (* 7. července 1835)
- 3. dubna – Modest Urgell, zvaný Katúfol, katalánský malíř a autor komedií (* 13. června 1839)
- 4. dubna – William Crookes, britský chemik a fyzik (* 17. června 1832)
- 8. dubna – Loránd Eötvös, maďarský fyzik (* 27. července 1848)
- 9. dubna – Emil Schallopp, německý šachový mistr (* 1. srpna 1843)
- 10. dubna – Emiliano Zapata, mexický revolucionář (* 8. srpna 1879)
- 17. dubna – Ladislav Medňanský, slovensko-maďarský malíř (* 23. dubna 1852)
- 19. dubna – Alexandr Kovaňko, pilot, konstruktér letadel (* 16. března 1856)
- 2. května – Evelyn De Morgan, anglická malířka (* 30. srpna 1855)
- 4. května – Milan Rastislav Štefánik, slovenský politik, generál francouzské armády a astronom (* 21. července 1880)
- 6. května – Lyman Frank Baum, americký spisovatel (* 15. května 1856)
- 8. května – Věra Zasuličová, ruská marxistická spisovatelka a revolucionářka (* 8. srpna 1849)
- 17. května – Guido von List, rakouský básník, novinář a okultista (* 5. října 1848)
- 23. května – Hermann von Spaun, rakousko-uherský admirál (* 9. května 1833)
- 27. května – Simon Schwendener, švýcarský botanik (* 10. února 1829)
- 5. června – Joseph Altsheler, americký spisovatel (* 29. dubna 1862)
- 7. června – Ján Kršák, slovenský spisovatel a překladatel (* 15. srpna 1844)
- 20. června – Tivadar Kosztka Csontváry, maďarský malíř (* 5. července 1853)
- 27. června – Karl Emil Ståhlberg, finský fotograf a filmový producent (* 30. listopadu 1862)
- 29. června – Ole Falck Ebbell, norský architekt (* 13. září 1839)
- 30. června – John William Strutt, 3. baron Rayleigh, anglický fyzik (* 12. listopadu 1842)
- 3. července – Viktor Tausk, rakouský filozof a psychoanalytik (* 12. března 1879)
- 6. července – Griffith J. Griffith, americký novinář a průmyslník (* 4. ledna 1850)
- 10. července – Hugo Riemann, německý hudební teoretik a skladatel (* 18. července 1849)
- 15. července – Hermann Emil Fischer, německý chemik, nositel Nobelovy ceny (* 9. října 1852)
- 27. července – Nikifor Grigorjev, ukrajinský válečník (* 1885)
- 29. července – Mark Natanson, ruský revolucionář (* 25. prosince 1850)
- 1. srpna – Alexandr Kazakov, nejúspěšnější ruský stíhací pilot první světové války (* 15. ledna 1889)
- 8. srpna – Ernst Haeckel, německý biolog (* 16. února 1834)
- 9. srpna – Ruggero Leoncavallo, italský hudební skladatel (* 23. dubna 1857)
- 11. srpna – Andrew Carnegie, americký podnikatel a filantrop (* 25. listopadu 1835)
- 16. srpna – Alexandr Petrovič Izvolskij, ministr zahraničí carského Ruska (* 18. března 1856)
- 21. srpna – Lawrence Doherty, anglický tenista (* 8. října 1875)
- 22. srpna – Mansuet Kosel, ministr financí Předlitavska (* 26. srpna 1856)
- 27. srpna – Louis Botha, búrský generál a politik (* 17. září 1862)
- 28. srpna – Adolf Schmal, rakouský šermíř a cyklista, olympijský vítěz (* 18. srpna 1872)
- 30. srpna – Nikolaj Alexandrovič Ščors, ruský vojenský velitel (* 6. června 1895)
- 5. září – Vasilij Ivanovič Čapajev, sovětský vojevůdce z Ruské občanské války (* 9. února 1887)
- 12. září – Leonid Nikolajevič Andrejev, ruský spisovatel a dramatik (* 21. srpna 1871)
- 16. září – Marie Nikiforová, vůdkyně ukrajinských partyzánů (* 1885)
- 10. října – Anatole Mallet, švýcarský konstruktér lokomotiv (* 23. května 1837)
- 11. října – Karl Adolph Gjellerup, dánský spisovatel, nositel Nobelovy ceny (* 2. června 1857)
- 22. října – Hermann Weingärtner, německý gymnasta, nejlepší sportovec olympiády 1896 (* 24. srpna 1864)
- 23. října – Henry Gantt, americký strojní inženýr (* 20. května 1861)
- 1. listopadu – Blažej Bulla, slovenský architekt, dramatik a hudební skladatel (* 19. května 1852)
- 15. listopadu – Alfred Werner, německý chemik (* 12. prosince 1866)
- 29. listopadu – Simon Winawer, polský šachový mistr (* 6. března 1838)
- 3. prosince – Auguste Renoir, francouzský malíř (* 25. února 1841)
- 7. prosince – Hugo Gerhard Ströhl, rakouský heraldik (* 24. září 1851)
- 10. prosince – Franz Steindachner, rakouský zoolog a ichtyolog (* 11. listopadu 1834)
- 13. prosince – Adolf Medzihradský, slovenský pedagog (* 2. dubna 1835)
- 14. prosince – Eugen Petersen, německý klasický filolog a archeolog (* 16. srpna 1836)
- 16. prosince – Luigi Illica, italský libretista (* 9. května 1857)
- 18. prosince – Henri Fournier, francouzský automobilový závodník (* 14. dubna 1871)
- 22. prosince – Hermann Weingärtner, německý sportovní gymnasta (* 27. srpna 1864)
- 28. prosince – Johannes Rydberg, švédský fyzik (* 8. listopadu 1854)
- neznámé datum
  - Kristen Feilberg, dánský fotograf (* 26. srpna 1839)
  - Georges Ancely, francouzský fotograf (* 1847)
  - Valerian Albanov, ruský polárník (* 26. května 1881)

## Hlava státu
- Austrálie – předseda vlády William M. Hughes
- Československo – Tomáš Garrigue Masaryk
- Francie – Georges Clemenceau
- Kanada – předseda vlády Robert L. Bordon
- Německo – Philipp Schiedemann
- Litva – Antanas Smetona
- USA – Woodrow Wilson
- Japonsko – Císař Taišó